# 페니아
페니아(이탈리아어: Penia)는 부활절 중에 만들어지는 이탈리아의 단 빵이다. 설탕, 버터, 달걀, 아니스 씨가 들어가며 레몬이 들어가는 레시피도 존재한다. 

## 같이 보기
- 이탈리아 요리
- 부활절
- 아니스